# Ярвселья
Я́рвселья (ест. Järvselja küla) — село в Естонії, у волості Кастре повіту Тартумаа.

## Населення
Чисельність населення на 31 грудня 2011 року становила 40 осіб.

## Історія
До 24 жовтня 2017 року село входило до складу волості Меексі.